# Portoriška osamosvojitvena stranka
Portoriška osamosvojitvena stranka (špansko: Partido Independentista Puertorriqueño, angleško: Puerto Rican Independence Party; kratica: PIP) je politična stranka v Portoriku, ki si prizadeva za osamosvojitev izpod Združenih držav Amerike. 
Stranka je bila ustanovljena oktobra 1946 in je ena izmed treh glavnih političnih strank ter hkrati druga najstarejša registrirana stranka. Trenutni predsednik stranke je Rubén Berríos Martínez.
PIP je članica Socialistične internacionale.